# 전쟁과 무력 충돌로 인한 환경 착취 국제 예방의 날
전쟁과 무력 충돌로 인한 환경 착취 국제 예방의 날(International Day for Preventing the Exploitation of the Environment in War and Armed Conflict) 또는 세계 전쟁 및 무력 분쟁 시 환경 착취 방지를 위한 날은 매년 11월 6일을 기념하는 국제 날이다. 이 날은 코피 아타 아난 사무총장 재임 기간의 유엔 총회 기간 중 2001년 11월 5일에 제정되었다.
이에 대해 반기문 사무총장은 “우리는 대화와 중재부터 예방외교까지 모든 수단을 동원해 천연자원의 지속불가능한 착취가 무력분쟁을 촉발하고 자금을 조달하고 불안정을 초래하는 것을 막아야 한다”고 썼다.